# Оріент (Нью-Йорк)
Оріент (англ. Orient) — переписна місцевість (CDP) в США, в окрузі Саффолк штату Нью-Йорк. Населення — 999 осіб (2020).

## Географія
Оріент розташований за координатами 41°8′41″ пн. ш. 72°15′19″ зх. д. / 41.14472° пн. ш. 72.25528° зх. д. (41.144799, -72.255347).  За даними Бюро перепису населення США в 2010 році переписна місцевість мала площу 15,94 км², з яких 13,26 км² — суходіл та 2,67 км² — водойми.

### Клімат
| Клімат : Оріент         | Клімат : Оріент | Клімат : Оріент | Клімат : Оріент | Клімат : Оріент | Клімат : Оріент | Клімат : Оріент | Клімат : Оріент | Клімат : Оріент | Клімат : Оріент | Клімат : Оріент | Клімат : Оріент | Клімат : Оріент | Клімат : Оріент |
| Показник                | Січ.            | Лют.            | Бер.            | Квіт.           | Трав.           | Черв.           | Лип.            | Серп.           | Вер.            | Жовт.           | Лист.           | Груд.           | Рік             |
| Абсолютний максимум, °C | 18,9            | 17,2            | 26,1            | 32,8            | 33,9            | 35,0            | 38,9            | 37,8            | 33,9            | 31,1            | 23,9            | 21,1            | 38,9            |
| Середній максимум, °C   | 3,9             | 5,0             | 8,3             | 13,3            | 18,9            | 23,9            | 27,2            | 26,7            | 23,3            | 17,2            | 12,2            | 6,7             | 15,6            |
| Середня температура, °C | −0,6            | 0,6             | 3,9             | 8,9             | 13,9            | 18,9            | 22,2            | 21,7            | 18,3            | 12,2            | 7,8             | 2,2             | 10,9            |
| Середній мінімум, °C    | −4,4            | −3,3            | −0,6            | 4,4             | 8,9             | 14,4            | 17,8            | 17,2            | 13,3            | 7,2             | 3,3             | −1,7            | 6,4             |
| Абсолютний мінімум, °C  | −23,9           | −25             | −14,4           | −10             | −1,7            | 2,2             | 7,8             | 5,0             | 1,7             | −5,6            | −12,2           | −21,1           | −25             |
| ----------------------- | --------------- | --------------- | --------------- | --------------- | --------------- | --------------- | --------------- | --------------- | --------------- | --------------- | --------------- | --------------- | --------------- |
| Джерело:                |                 |                 |                 |                 |                 |                 |                 |                 |                 |                 |                 |                 |                 |

## Демографія
Згідно з переписом 2010 року, у переписній місцевості мешкали 743 особи в 353 домогосподарствах у складі 209 родин. Густота населення становила 47 осіб/км².  Було 772 помешкання (48/км²).
Расовий склад населення:
| - 96,1 % — білих - 1,1 % — чорних або афроамериканців - 0,8 % — азіатів - 0,1 % — корінних американців |

До двох чи більше рас належало 1,5 %. Частка іспаномовних становила 2,2 % від усіх жителів.
За віковим діапазоном населення розподілялося таким чином: 14,8 % — особи молодші 18 років, 53,3 % — особи у віці 18—64 років, 31,9 % — особи у віці 65 років та старші. Медіана віку мешканця становила 57,3 року. На 100 осіб жіночої статі у переписній місцевості припадало 89,5 чоловіків;  на 100 жінок у віці від 18 років та старших — 88,4 чоловіків також старших 18 років.
Середній дохід на одне домашнє господарство  становив 95 914 долари США (медіана — 75 375), а середній дохід на одну сім'ю — 109 054 долари (медіана — 87 625). За межею бідності перебувало 1,8 % осіб, у тому числі 0,0 % дітей у віці до 18 років та 2,4 % осіб у віці 65 років та старших.
Цивільне працевлаштоване населення становило 271 особа. Основні галузі зайнятості: освіта, охорона здоров'я та соціальна допомога — 23,2 %, роздрібна торгівля — 14,4 %, мистецтво, розваги та відпочинок — 14,4 %.